# 鈴木一 (農林官僚)
鈴木 一（すずき はじめ、1901年〈明治34年〉11月27日 - 1993年〈平成5年〉11月19日）は、日本の農林官僚。

## 生涯
東京高等師範学校附属中学校（現：筑波大学附属中学校・高等学校）、旧制第一高等学校を経て、1925年文官高等試験行政科試験に合格。翌年東京帝国大学法学部卒業。
大学卒業後は農林省に入り、農林属、水産局に勤務し、農林事務官、山林局、畜産局勤務を経て、農林大臣秘書官となる。日中戦争が始まり、召集され、陸軍主計中尉となり、1940年に召集解除となる。その後は農林省に戻り、文書課長、大阪営林局長、山林局長を歴任した。
1945年、父の鈴木貫太郎が昭和天皇の組閣大命を拝受して第42代内閣総理大臣に就任した際には、綜合計画局参事官兼内閣総理大臣秘書官となった。
終戦後は宮内省内匠頭兼主馬頭、主殿頭を経て、1947年（昭和22年）4月23日に侍従次長に就任し、1950年（昭和25年）10月1日に外務省出入国管理庁長官に転出。この際、天皇より螺鈿硯箱などを賜る。天皇とはその後も百武三郎（元侍従長）とともに御機嫌伺いに出向くことができる関係を持つことができた。その後、法務省出入国管理局長を務めた。出入国管理庁長官時代の1951年、不正入出国に関する件で衆議院行政監察特別委員会に証人喚問された。1954年、農林事務官となるが間もなく退職。同年日本中央競馬会副理事長、1970年、東京穀物商品取引所理事長となる。

## 著書
- 『天皇さまのサイン』（毎日新聞社、1962年）
- 『人間天皇の素顔』（平安書店、1974年）- 増補版

## 親族
注記がないものは霞会館 1996, p. 773参照。
- 父：鈴木貫太郎（1867 - 1948）- 海軍大将、侍従長、第42代内閣総理大臣[2]
- 母：鈴木トヨ（1912年に病没）
- 継母：鈴木たか（1883 - 1971） - 旧姓：足立たか（1915年に再婚）
- 妻：鈴木布美（1902 - ） - 赤須東吾四女
  - 長男：鈴木哲太郎（1926 - ） - 通商産業省審議官
  - 長女：鈴木道子（1931 - ）